# Gustav Höhne
Gustav Höhne (ur. 17 lutego 1893 w Kruschwitz, zm. 21 lutego 1951 w Oberursel) – niemiecki wojskowy, generał piechoty.

## Życiorys
W dniu 27 marca 1911 roku wstąpił do 150 pułku piechoty armii pruskiej, jako kandydat na oficera. Służbę w tym pułku pełnił do wybuchu I wojny światowej. Wziął udział w działaniach bojowych, które zakończył w stopniu porucznika, będąc adiutantem pułku.
Po zakończeniu wojny pozostał w wojsku, wstępując do Reichswehry, gdzie został oficerem w 2 pułku piechoty. W 1922 roku został dowódcą kompanii w tym pułku. W 1930 roku został przeniesiony do sztabu III batalionu 6 pułku piechoty, a wiosną 1932 roku został dowódcą kompanii w tym pułku. 1 lutego 1934 roku został dowódcą batalionu szkolnego 6 pułku piechoty.
W czasie przekształcenia Reichswehry w Wehrmacht, pozostał w wojsku i nadal był dowódcą batalionu 6 pułku piechoty. W 1937 roku został dowódcą III batalionu 90 pułku piechoty, a 10 października 1938 roku został dowódcą 28 pułku piechoty, wchodzącego w skład 8 Dywizji Piechoty.
Na czele 28 pułku piechoty uczestniczył w ataku na Polskę w 1939 roku. Po zakończeniu walk w Polsce wraz z pułkiem przerzucony został na zachód i wziął udział w kampanii francuskiej w maju 1940 roku.
25 października 1940 roku został dowódcą 8 Dywizji Piechoty (dywizja ta potem została pod koniec 1941 roku przeformowana w 8 Lekką Dywizję Piechoty, a następnie latem 1942 roku w 8 Dywizję Strzelecką). Na czele tej dywizji wziął udział w ataku na ZSRR w 1941 roku, następnie brał udział w walkach na froncie wschodnim. W dniu 29 listopada 1942 roku został dowódcą grupy korpuśnej „Laux”, a 20 lipca 1943 roku został dowódcą VIII Korpusu Armijnego. Korpusem tym walczącym na froncie wschodnim dowodził do 1 kwietnia 1944 roku, a potem ponownie od 12 maja 1944 do 10 września 1944 roku, po czym został przeniesiony do dyspozycji OKH.
23 listopada 1944 roku został dowódcą LXXXIX Korpusu Armijnego, wchodzącego w skład 1 Armii, walczącej na froncie zachodnim. Korpusem tym dowodził do końca wojny. W kwietniu 1945 roku został wzięty do niewoli amerykańskiej. W obozie jenieckim przebywał do 1947 roku.

## Awanse
- podporucznik (Leutnant) (18.08.1912)
- porucznik (Oberleutnant) (27.01.1916)
- kapitan (Hauptmann) (01.05.1922)
- major (Major) (01.02.1933)
- podpułkownik (Oberstleutnant) (01.08.1935)
- pułkownik (Oberst) (01.03.1938)
- generał major (Generalmajor) (01.08.1940)
- generał porucznik (Generalleutnant) (01.08.1942)
- generał piechoty (General der Infanterie) (01.05.1943)

## Odznaczenia
- Krzyż Rycerski z Liśćmi Dębu (17.05.1943)
- Krzyż Rycerski (30.06.1941)
- Krzyż Żelazny kl. I (31.08.1915)
- Okucia do Krzyża Żelaznego kl. I (20.10.1939)
- Krzyż Honorowy III klasy z mieczami Orderu Hohenzollernów
- Krzyż Żelazny kl. II (23.08.1914)
- Okucia do Krzyża Żelaznego kl. II (24.09.1939)
- Krzyż Hanzeatycki Hamburski
- Medal za Kampanię Zimową na Wschodzie 1941/1942
- Srebrna Odznaka za Rany